# Saint-Morel
Saint-Morel är en kommun i departementet Ardennes i regionen Grand Est (tidigare regionen Champagne-Ardenne) i nordöstra Frankrike. Kommunen ligger  i kantonen Monthois som ligger i arrondissementet Vouziers. År 2022 hade Saint-Morel 181 invånare.

## Befolkningsutveckling
Antalet invånare i kommunen Saint-Morel
Referens: INSEE